# Gran Premio del Belgio 2019
Il Gran Premio del Belgio 2019 è stata la tredicesima prova del campionato mondiale di Formula 1 2019. La gara, corsa domenica 1º settembre 2019 sul circuito di Spa-Francorchamps, è stata vinta dal monegasco Charles Leclerc su Ferrari, al suo primo successo in carriera. Leclerc ha preceduto all'arrivo i due piloti della Mercedes, il britannico Lewis Hamilton e il finlandese Valtteri Bottas.

## Vigilia

### Sviluppi futuri
Il Gran Premio di Spagna, messo in dubbio nei mesi precedenti su un'eventuale disputa della gara nel 2020, viene confermato in calendario anche per la stagione successiva.
Viene stilata la bozza del calendario per la stagione 2020; i principali cambiamenti sono l'inserimento del Gran Premio del Vietnam e del ritorno del Gran Premio d'Olanda, rispettivamente ad aprile e maggio, lo spostamento del Gran Premio d'Azerbaigian da aprile a giugno e l'inversione tra il Gran Premio del Messico (ribattezzato "Gran Premio di Città del Messico" per il contributo dato dalle autorità locali al rinnovo del contratto per ospitare la gara fino alla stagione 2022.) e il Gran Premio degli Stati Uniti. Resta escluso il Gran Premio di Germania.
Il pilota della Mercedes Valtteri Bottas viene confermato sul secondo sedile anche per la stagione 2020, mentre l'attuale terzo pilota della scuderia tedesca, Esteban Ocon, firma per la Renault, prendendo il posto di Nico Hülkenberg. Sergio Pérez rinnova il suo contratto alla Racing Point per altre tre stagioni.

### Aspetti tecnici
Per questa gara la Pirelli porta le mescole denominate C1, C2 e C3, che sono le tre più dure della gamma. L'anno precedente la casa milanese aveva optato per coperture più morbide.
La FIA stabilisce due zone dove può essere attivato il DRS: la prima è sul rettilineo del Kemmel, con punto per la determinazione del distacco tra piloti posto prima della seconda curva. La seconda zona è stabilita sul rettilineo dei box, e detection point fissato prima della curva 18.
La Honda presenta la quarta evoluzione della sua power unit. La nuova unità viene montata sulla Toro Rosso di Daniil Kvjat e sulla Red Bull Racing di Alexander Albon. Entrambi i piloti sono penalizzati sulla griglia di partenza, per avere sostituito diverse componenti della power unit. Daniil Kvjat è inoltre penalizzato di cinque posizioni, per la sostituzione del cambio.
La Mercedes porta un'evoluzione del suo propulsore, la terza della stagione, montato subito anche da Racing Point e Williams. L'unico pilota penalizzato sulla griglia, per avere montato delle nuove componenti, è Lance Stroll.
La Renault porta la terza evoluzione della sua power unit. La nuova unità viene montata sulle vetture di Daniel Ricciardo e Nico Hülkenberg e sulla McLaren di Carlos Sainz Jr.. Tutti e tre i piloti sono penalizzati di cinque posizioni sulla griglia di partenza, per la sostituzione del motore a combustione interna.
La Ferrari porta la terza evoluzione della sua power unit: questa però viene montata solo sulle vetture clienti, ovvero Haas e Alfa Romeo. L'unico pilota al quale non viene fornita l'evoluzione è Kimi Räikkönen, per evitare di subire una penalizzazione in griglia su una pista a lui solitamente favorevole. Oltre al motore termico, agli altri tre piloti è stata montata anche una nuova MGU-H, che è per tutti la seconda della stagione, senza incorrere in penalità.

### Aspetti sportivi
C'è uno scambio di piloti tra la Red Bull Racing e la Scuderia Toro Rosso: il francese Pierre Gasly torna alla scuderia italiana, dove ha corso nel 2017 e 2018, per essere sostituito da Alexander Albon.
La Federazione modifica la regola sulle penalizzazioni per unsafe release, ovvero quando il pilota viene rimandato in pista dopo una sosta ai box, senza le necessarie precauzioni. D'ora in avanti la penalità scatterà anche quando il pilota non trae vantaggio di posizione, ed essa sarà sempre espressa in tempo e non in denaro.
L'ex pilota di Formula 1 Emanuele Pirro è nominato quale commissario aggiunto per la gara. L'italiano ha svolto in passato, in diverse occasioni, tale funzione, l'ultima al Gran Premio del Canada.
La presenza di Kimi Räikkönen è in dubbio; il pilota dell'Alfa Romeo Racing soffre per uno stiramento muscolare. Il finlandese partecipa alle prime due sessioni di prove libere prima di prendere una decisione definitiva sulla sua presenza per la gara. Successivamente, come affermato dallo stesso pilota, egli può correre per il resto del weekend. Anche Lando Norris soffre per un infortunio muscolare, ma la sua presenza per il weekend di gara non è in dubbio.
Il pilota canadese Nicholas Latifi ha preso il posto di George Russell alla Williams, nel corso della prima sessione di prove libere.

## Prove

### Resoconto
Le due Ferrari hanno monopolizzato la classifica della prima sessione di prove libere del venerdì. Sebastian Vettel, con le gomme più morbide, ha ottenuto un tempo di circa due decimi più lento di quello migliore della prima sessione del 2018; il tedesco ha preceduto il compagno di team Charles Leclerc di circa due decimi. La pista è risultata poco gommata, rispetto alle edizioni precedenti. Alle spalle delle due vetture italiane si sono posizionate le due Red Bull Racing, con Max Verstappen, terzo, staccato di quasi un secondo.
Valtteri Bottas ha chiuso quinto, con gomme di mescola media, mentre l'altro pilota della Mercedes, Lewis Hamilton, non ha potuto effettuare nessun giro veloce nella prima ora di prove per un guaio elettronico all'acceleratore. Il britannico ha ottenuto il sesto tempo, prima di Lance Stroll, che però ha subito la rottura del propulsore in pieno rettilineo.
Kimi Räikkönen, in dubbio prima della sessione, ha compiuto venti giri, confermando così la sua presenza per il resto del weekend.
Anche la seconda sessione di prove libere del venerdì hanno visto entrambe le vetture della Ferrari nei primi due posti: in questa occasione Charles Leclerc è stato il più veloce, staccando di sei decimi Vettel. La pista è risultata ancora poco gommata, con una temperatura dell'asfalto molto elevata. Il monegasco ha colto la miglior prestazione sfruttando la scia di un'altra vettura al Raidillon. Vettel, invece, nel suo tentativo veloce, è stato autore di una piccola sbavatura di guida, con un bloccaggio delle ruote.
Alle spalle delle due Ferrari si sono posizionate le due Mercedes, con Bottas staccato di 8 decimi dal tempo di Leclerc. Hamilton, con un tempo molto vicino a quello del compagno di scuderia, ha dovuto sostituire, nel corso della sessione, il casco, che non proteggeva pienamente dall'aria. Sergio Pérez della Racing Point è quinto, davanti a Max Verstappen. Anche Pérez non ha potuto completare la sessione per l'esplosione del propulsore, come era accaduto al suo compagno di team al mattino. Il messicano, per evitare una penalizzazione in griglia, decide di riutilizzare una vecchia power unit.
Kimi Räikkönen ha colto il settimo tempo, mentre Stroll ha confermato la buona forma della Racing Point, concludendo all'ottavo posto.
Anche nella sessione del sabato la situazione non è mutata, con le due Ferrari davanti a tutti gli avversari. Il migliore è stato ancora Leclerc, davanti a Vettel; Bottas, terzo, ha chiuso a 46 millesimi dal tempo del tedesco. Al quarto posto si è posizionato Daniel Ricciardo su Renault, davanti a Max Verstappen e Sergio Pérez.
Lewis Hamilton è stato invece autore di un incidente, alla curva 12. Il britannico ha perso il controllo della sua monoposto, dopo avere toccato il cordolo esterno, con la gomma posteriore sinistra. La vettura, priva di controllo, si è schiantata contro le barriere. La presenza del britannico per le qualifiche rimane in dubbio, per la necessità della sua scuderia di sistemare la vettura, danneggiata nella sospensione anteriore sinistra. La sessione, interrotta da bandiera rossa per permettere ai commissari di recuperare la vettura di Hamilton, è stata poi accorciata di venti minuti.

### Risultati
Nella prima sessione del venerdì si è avuta questa situazione:
| Pos | Nº | Pilota           | Costruttore           | Tempo    | Gap    | Giri |
| --- | -- | ---------------- | --------------------- | -------- | ------ | ---- |
| 1   | 5  | Sebastian Vettel | Ferrari               | 1'44"574 |        | 20   |
| 2   | 16 | Charles Leclerc  | Ferrari               | 1'44"788 | +0"214 | 20   |
| 3   | 33 | Max Verstappen   | Red Bull Racing-Honda | 1'45"507 | +0"933 | 18   |

Nella seconda sessione del venerdì si è avuta questa situazione:
| Pos | Nº | Pilota           | Costruttore | Tempo    | Gap    | Giri |
| --- | -- | ---------------- | ----------- | -------- | ------ | ---- |
| 1   | 16 | Charles Leclerc  | Ferrari     | 1'44"123 |        | 28   |
| 2   | 5  | Sebastian Vettel | Ferrari     | 1'44"753 | +0"630 | 30   |
| 3   | 77 | Valtteri Bottas  | Mercedes    | 1'44"969 | +0"846 | 28   |

Nella sessione del sabato mattina si è avuta questa situazione:
| Pos | Nº | Pilota           | Costruttore | Tempo    | Gap    | Giri |
| --- | -- | ---------------- | ----------- | -------- | ------ | ---- |
| 1   | 16 | Charles Leclerc  | Ferrari     | 1'44"206 |        | 9    |
| 2   | 5  | Sebastian Vettel | Ferrari     | 1'44"657 | +0"451 | 12   |
| 3   | 77 | Valtteri Bottas  | Mercedes    | 1'44"703 | +0"497 | 11   |

## Qualifiche

### Resoconto
Prima dell'inizio delle qualifiche i piloti della Renault e Carlos Sainz Jr. (su McLaren-Renault) decidono di riutilizzare la power unit nella vecchia specifica, abbandonando così la versione portata dalla casa francese per questa gara.
Il primo pilota a fare segnare un tempo valido, in Q1, è Kimi Räikkönen, poco prima che dalla Williams di Robert Kubica si levi una fumata bianca, che indica la rottura del propulsore. La sessione viene interrotta per circa 15 minuti. Alla ripartenza prova subito Max Verstappen, che soffre però per una perdita di potenza, e ha bisogno di un nuovo giro di lancio, prima di provare a cercare un tempo valido.
Comanda la classifica Lewis Hamilton (1'45"260), prima che Valtteri Bottas (1'45"141) e poi Charles Leclerc (1'43"587), salgano al primo posto. Verstappen, quando mancano poco più di 6 minuti alla fine di sessione, rientra ai box. Alexander Albon, suo compagno di team, scala quinto, a due secondi dal tempo di Leclerc. L'olandese rientra in pista, in un momento in cui molti piloti cercano di migliorare i loro tempi; con 1'44"622 scala terzo.
Poco dopo la direzione di gara interrompe la sessione per la rottura del motore sull'Alfa Romeo di Antonio Giovinazzi, sulla discesa verso l'Eau Rouge. Risultano eliminati Pierre Gasly, Carlos Sainz Jr., Daniil Kvjat, George Russell e Robert Kubica.
In Q2 il primo tempo cronometrato è quello di Lewis Hamilton, che ottiene 1'43"592. Il campione del mondo è però battuto da Leclerc, in 1'43"376, e da Vettel, che si piazza a 130 millesimi dal compagno di squadra. Poco dopo Bottas rimane sei decimi più lento di Leclerc, ma precede di un decimo Verstappen. Räikkönen chiude a 8 millesimi dal tempo dell'olandese, e mezzo secondo meglio dai tempi degli altri piloti rimasti in qualifica.
Tra questi Nico Hülkenberg e Kevin Magnussen si lanciano all'assalto della pista, così come Romain Grosjean. Non prendono più la pista né Lance Stroll né Alexander Albon, comunque costretti, per le penalizzazioni, a partire dal fondo della griglia. Hülkenberg migliora, così come Magnussen. Ricciardo prende il quinto posto, mentre Grosjean è solo undicesimo. Leclerc lima ancora il suo tempo, in 1'42"938, così come Vettel (1'43"039).
Vengono eliminati Grosjean, Lando Norris, così come Stroll e Albon. A questi va aggiunto Giovinazzi, che dopo il guasto al motore in Q1 non ha partecipato a questa fase.
In Q3 Daniel Ricciardo è il primo pilota a fare fermare il cronometro su 1'44"257, mentre le Mercedes procedono lentamente nel loro giro di lancio, con la difficoltà di mandare in temperatura gli pneumatici. Lewis Hamilton fa segnare 1'43"282, tre decimi in meno di Valtteri Bottas. Charles Leclerc chiude il suo primo tentativo in 1'42"644, sei decimi meglio del tempo di Hamilton. Meno competitivo è Vettel, che chiude a 8 decimi dal tempo del monegasco.
I piloti si rilanciano per un nuovo tentativo, compreso Nico Hülkenberg, ancora senza tempi validi. Hamilton e Leclerc partono davanti, per meglio gestire la temperatura delle gomme, perdendo così però l'occasione di sfruttare qualche scia. Leclerc si migliora nel primo settore, nettamente davanti a Hamilton, ma non davanti a Vettel. Nel secondo settore il monegasco riprende il vantaggio sugli altri piloti. Leclerc chiude con 1'42"519, mentre Hamilton è scavalcato da Vettel, per il secondo posto.
La seconda linea è monopolizzata dalle Mercedes, davanti a Verstappen e le due Renault. Le vetture francesi sono però entrambe penalizzate per delle sostituzioni di componenti tecniche: ciò consente a Räikkönen a partire dalla terza fila.
Per Charles Leclerc è la terza pole position nel mondiale di Formula 1, la duecentoventitreesima per la Ferrari.

### Risultati
Nella sessione di qualifica si è avuta questa situazione:
| Pos                         | Nº | Pilota             | Costruttore               | Q1          | Q2          | Q3       | Griglia |
| --------------------------- | -- | ------------------ | ------------------------- | ----------- | ----------- | -------- | ------- |
| 1                           | 16 | Charles Leclerc    | Ferrari                   | 1'43"587    | 1'42"938    | 1'42"519 | 1       |
| 2                           | 5  | Sebastian Vettel   | Ferrari                   | 1'44"109    | 1'43"037    | 1'43"267 | 2       |
| 3                           | 44 | Lewis Hamilton     | Mercedes                  | 1'45"260    | 1'43"592    | 1'43"282 | 3       |
| 4                           | 77 | Valtteri Bottas    | Mercedes                  | 1'45"141    | 1'43"980    | 1'43"415 | 4       |
| 5                           | 33 | Max Verstappen     | Red Bull Racing-Honda     | 1'44"622    | 1'44"132    | 1'43"690 | 5       |
| 6                           | 3  | Daniel Ricciardo   | Renault                   | 1'45"560    | 1'44"103    | 1'44"257 | 10      |
| 7                           | 27 | Nicolas Hülkenberg | Renault                   | 1'45"899    | 1'44"549    | 1'44"542 | 12      |
| 8                           | 7  | Kimi Räikkönen     | Alfa Romeo Racing-Ferrari | 1'45"842    | 1'44"140    | 1'44"557 | 6       |
| 9                           | 11 | Sergio Pérez       | Racing Point-BWT Mercedes | 1'45"732    | 1'44"707    | 1'44"706 | 7       |
| 10                          | 20 | Kevin Magnussen    | Haas-Ferrari              | 1'45"839    | 1'44"738    | 1'45"086 | 8       |
| 11                          | 8  | Romain Grosjean    | Haas-Ferrari              | 1'45"694    | 1'44"797    | N.D.     | 9       |
| 12                          | 4  | Lando Norris       | McLaren-Renault           | 1'46"154    | 1'44"847    | N.D.     | 11      |
| 13                          | 18 | Lance Stroll       | Racing Point-BWT Mercedes | 1'46"000    | 1'45"047    | N.D.     | 16      |
| 14                          | 23 | Alexander Albon    | Red Bull Racing-Honda     | 1'45"528    | 1'45"799    | N.D.     | 17      |
| 15                          | 99 | Antonio Giovinazzi | Alfa Romeo Racing-Ferrari | 1'45"637    | senza tempo | N.D.     | 18      |
| 16                          | 10 | Pierre Gasly       | Scuderia Toro Rosso-Honda | 1'46"435    | N.D.        | N.D.     | 13      |
| 17                          | 55 | Carlos Sainz Jr.   | McLaren-Renault           | 1'46"507    | N.D.        | N.D.     | 15      |
| 18                          | 26 | Daniil Kvjat       | Scuderia Toro Rosso-Honda | 1'46"518    | N.D.        | N.D.     | 19      |
| 19                          | 63 | George Russell     | Williams-Mercedes         | 1'47"548    | N.D.        | N.D.     | 14      |
| Tempo limite 107%: 1'50"838 |    |                    |                           |             |             |          |         |
| NQ                          | 88 | Robert Kubica      | Williams-Mercedes         | senza tempo | N.D.        | N.D.     | PL      |

In grassetto sono indicate le migliori prestazioni in Q1, Q2 e Q3.

## Gara

### Resoconto
Prima della gara viene osservato un minuto di silenzio per ricordare il pilota francese Anthoine Hubert, scomparso il giorno precedente in un incidente durante la feature race di Formula 2.
Al via Charles Leclerc tiene il comando, mentre l'altro ferrarista, Sebastian Vettel, cede la seconda posizione a Lewis Hamilton. Dietro Max Verstappen colpisce l'Alfa Romeo di Kimi Räikkönen alla prima curva: all'Eau Rouge termina la gara per l'olandese, che finisce contro le barriere, mentre il finlandese è costretto a una sosta ai box, per sostituire il musetto. Vi è un contatto anche fra Daniel Ricciardo e Lance Stroll.
Sul successivo rettilineo del Kemmel Vettel ripassa Hamilton, poco prima che la direzione di gara invii in pista la safety car. La classifica vede al comando il duo della Ferrari, davanti ai due piloti della Mercedes e Lando Norris. Quando la direzione di gara ha già annunciato la fine del periodo di neutralizzazione, si ferma anche la McLaren di Carlos Sainz Jr., all'ultima chicane: ciò obbliga a prolungare ancora la presenza in pista della vettura di sicurezza.
Alla ripartenza Vettel blocca le ruote e non riesce ad attaccare Leclerc, ma invece deve guardarsi da Hamilton. La graduatoria non cambia, per le prime posizioni, fino al decimo giro, quando Sergio Pérez passa Kevin Magnussen, per il settimo posto. La vettura del danese però non è competitiva, tanto che Magnussen perde nei giri successivi diverse posizioni.
Al giro 14 c'è il primo pit stop per il cambio gomme di Pierre Gasly, che era ottavo. Due giri dopo si fermano anche Sebastian Vettel e Pérez. Al diciannovesimo giro la FIA decide di ricordare il pilota di Formula 2 Anthoine Hubert, scomparso il giorno prima, che correva con il numero 19: tutto il pubblico presente omaggia il pilota francese con un lungo applauso. Al ventesimo giro cambia gli pneumatici Lando Norris, che era quinto, e che mantiene la posizione grazie a un sorpasso su Daniil Kvjat.
Charles Leclerc si ferma al giro 22, il quale monta gomme medie, e ritorna in gara alle spalle di Vettel. Hamilton attende il giro seguente, e rientra in gara molto alle spalle del duo della Ferrari. Al quarto posto c'è Valtteri Bottas, che si è fermato al giro 24, che precede Norris, Antonio Giovinazzi, Daniil Kvjat (che non hanno ancora effettuato la sosta), poi Daniel Ricciardo e Sergio Pérez.
Le gomme di Vettel vanno presto in crisi, tanto che il tedesco cede il comando della gara a Leclerc al giro 27. Vettel deve poi guardarsi dal ritorno di Hamilton, riuscendo anche a difendersi per un paio di giri. Hamilton ha la meglio, sul lungo rettilineo, al trentaduesimo giro. Dopo un paio di giri, Vettel effettua la seconda sosta, optando per le gomme soft.
Leclerc comanda la gara con 6 secondi e mezzo di margine su Hamilton, che precede, a sua volta, Bottas. Seguono Vettel, Norris, Pérez, Ricciardo, Kvjat e Albon. Il thailandese della Red Bull Racing passa Kvjat al trentottesimo passaggio. Nei giri seguenti Daniel Ricciardo scende in classifica, cedendo quattro posizioni.
Nei giri finali Charles Leclerc vede assottigliarsi il margine di vantaggio su Lewis Hamilton. All'ultimo giro Antonio Giovinazzi, nono, esce in testacoda, mentre Lando Norris, all'inizio della sua ultima tornata, è costretto a parcheggiare la sua vettura sul rettilineo dei box. Le bandiere gialle aiutano il monegasco a evitare l'attacco di Hamilton. Sempre nell'ultimo giro, Albon passa Pérez, per il quinto posto.
Per Charles Leclerc è la prima vittoria nel mondiale di Formula 1, primo pilota monegasco a riuscire nell'impresa, il centoottesimo in totale. Con tale affermazione, a 21 anni e 10 mesi diventa anche il più giovane pilota a vincere una gara del mondiale con la Ferrari, battendo dopo 51 anni il precedente record di Jacky Ickx. Completano il podio le due Mercedes; la scuderia tedesca tocca così i duecento podi, mentre Bottas arriva a quaranta. All'arrivo Leclerc dedica la sua prima vittoria al suo amico Hubert.
Sebastian Vettel ottiene il suo 38º ed ultimo giro veloce in carriera.

### Risultati
I risultati del Gran Premio sono i seguenti:
| Pos | Nº | Pilota             | Costruttore               | Giri | Tempo/Ritiro       | Griglia | Punti |
| --- | -- | ------------------ | ------------------------- | ---- | ------------------ | ------- | ----- |
| 1   | 16 | Charles Leclerc    | Ferrari                   | 44   | 1h23'45"710        | 1       | 25    |
| 2   | 44 | Lewis Hamilton     | Mercedes                  | 44   | +0"981             | 3       | 18    |
| 3   | 77 | Valtteri Bottas    | Mercedes                  | 44   | +12"585            | 4       | 15    |
| 4   | 5  | Sebastian Vettel   | Ferrari                   | 44   | +26"422            | 2       | 13    |
| 5   | 23 | Alexander Albon    | Red Bull Racing-Honda     | 44   | +1'21"325          | 17      | 10    |
| 6   | 11 | Sergio Pérez       | Racing Point-BWT Mercedes | 44   | +1'24"448          | 7       | 8     |
| 7   | 26 | Daniil Kvjat       | Scuderia Toro Rosso-Honda | 44   | +1'29"657          | 19      | 6     |
| 8   | 27 | Nicolas Hülkenberg | Renault                   | 44   | +1'46"639          | 12      | 4     |
| 9   | 10 | Pierre Gasly       | Scuderia Toro Rosso-Honda | 44   | +1'49"168          | 13      | 2     |
| 10  | 18 | Lance Stroll       | Racing Point-BWT Mercedes | 44   | +1'49"838          | 16      | 1     |
| 11  | 4  | Lando Norris       | McLaren-Renault           | 43   | Motore             | 11      |       |
| 12  | 20 | Kevin Magnussen    | Haas-Ferrari              | 43   | +1 giro            | 8       |       |
| 13  | 8  | Romain Grosjean    | Haas-Ferrari              | 43   | +1 giro            | 9       |       |
| 14  | 3  | Daniel Ricciardo   | Renault                   | 43   | +1 giro            | 10      |       |
| 15  | 63 | George Russell     | Williams-Mercedes         | 43   | +1 giro            | 14      |       |
| 16  | 7  | Kimi Räikkönen     | Alfa Romeo Racing-Ferrari | 43   | +1 giro            | 6       |       |
| 17  | 88 | Robert Kubica      | Williams-Mercedes         | 43   | +1 giro            | PL      |       |
| 18  | 99 | Antonio Giovinazzi | Alfa Romeo Racing-Ferrari | 42   | Incidente          | 18      |       |
| Rit | 55 | Carlos Sainz Jr.   | McLaren-Renault           | 1    | Perdita di potenza | 15      |       |
| Rit | 33 | Max Verstappen     | Red Bull Racing-Honda     | 0    | Incidente          | 5       |       |

Sebastian Vettel riceve un punto addizionale per avere segnato il giro più veloce della gara.

## Classifiche mondiali

### Piloti
| Pos | Pilota             | Punti |
| --- | ------------------ | ----- |
| 1   | Lewis Hamilton     | 268   |
| 2   | Valtteri Bottas    | 203   |
| 3   | Max Verstappen     | 181   |
| 4   | Sebastian Vettel   | 169   |
| 5   | Charles Leclerc    | 157   |
| 6   | Pierre Gasly       | 65    |
| 7   | Carlos Sainz Jr.   | 58    |
| 8   | Daniil Kvjat       | 33    |
| 9   | Kimi Räikkönen     | 31    |
| 10  | Alexander Albon    | 26    |
| 11  | Lando Norris       | 24    |
| 12  | Daniel Ricciardo   | 22    |
| 13  | Sergio Pérez       | 21    |
| 14  | Nicolas Hülkenberg | 21    |
| 15  | Lance Stroll       | 19    |
| 16  | Kevin Magnussen    | 18    |
| 17  | Romain Grosjean    | 8     |
| 18  | Antonio Giovinazzi | 1     |
| 19  | Robert Kubica      | 1     |

### Costruttori
| Pos | Costruttore               | Punti |
| --- | ------------------------- | ----- |
| 1   | Mercedes                  | 471   |
| 2   | Ferrari                   | 326   |
| 3   | Red Bull Racing-Honda     | 254   |
| 4   | McLaren-Renault           | 82    |
| 5   | Scuderia Toro Rosso-Honda | 51    |
| 6   | Renault                   | 43    |
| 7   | Racing Point-BWT Mercedes | 40    |
| 8   | Alfa Romeo Racing-Ferrari | 32    |
| 9   | Haas-Ferrari              | 26    |
| 10  | Williams-Mercedes         | 1     |